# Mistrzostwa Polski w Boksie 1971
42. Mistrzostwa Polski w boksie mężczyzn odbyły się w dniach 29 sierpnia – 5 września 1971 roku w Katowicach.

## Medaliści
| Kategoria:                        | Złoto:                               | Srebro:                              | Brąz:                                                                     |
| waga papierowa (do 48 kg)         | Piotr Orszt (Zawisza Bydgoszcz)      | Roman Rożek (Turów Zgorzelec)        | Stanisław Chrzanowski (Broń Radom) Stanisław Lechowski (BKS Bolesławiec)  |
| waga musza (do 51 kg)             | Leszek Błażyński BBTS Bielsko-Biała) | Hubert Skrzypczak (Wybrzeże Gdańsk)  | Zbigniew Kaczorkiewicz (Pogoń Szczecin) Andrzej Wnuk (Błękitni Kielce)    |
| waga kogucia (do 54 kg)           | Jan Kokoszka (Stal Rzeszów)          | Józef Witek (Gwardia Wrocław)        | Andrzej Jagielski (Hutnik Kraków) Władysław Moruś (Turów Zgorzelec)       |
| waga piórkowa (do 57 kg)          | Ryszard Tomczyk (BKS Bolesławiec)    | Jerzy Habryka (Górnik Zagórze)       | Jan Prochoń (Widzew Łódź) Zbigniew Wypych (Wybrzeże Gdańsk)               |
| waga lekka (do 60 kg)             | Jan Żeleźniak (Turów Zgorzelec)      | Jacek Wąsowicz (Gwardia Wrocław)     | Marek Kudła (Błękitni Kielce) Jan Wadas (Górnik Wesoła)                   |
| waga lekkopółśrednia (do 63,5 kg) | Jan Szczepański (Legia Warszawa)     | Zbigniew Osztab (Stal Rzeszów)       | Seweryn Hafka (Brda Bydgoszcz) Krzysztof Pierwieniecki (Pogoń Szczecin)   |
| waga półśrednia (do 67 kg)        | Alfons Stawski (Błękitni Kielce)     | Józef Krzywosz (Mazur Ełk)           | Zbigniew Jajków (BBTS Bielsko-Biała) Piotr Osiak (Lublinianka)            |
| waga lekkośrednia (do 71 kg)      | Wiesław Rudkowski (Legia Warszawa)   | Zbigniew Petryszyn (Gwardia Wrocław) | Jan Kaczorowski (Górnik Jastrzębie) Władysław Skowroński (Olimpia Poznań) |
| waga średnia (do 75 kg)           | Witold Stachurski (Błękitni Kielce)  | Ryszard Sitkowski (Avia Świdnik)     | Zbigniew Kiełb (Carbo Gliwice) Andrzej Siodła (ŁTS Gliwice)               |
| waga półciężka (do 81 kg)         | Stanisław Dragan (Hutnik Kraków)     | Janusz Gortat (Legia Warszawa)       | Mieczysław Mrowiec (Hutnik Kraków) Tadeusz Wajgelt (Sokół Piła)           |
| waga ciężka (powyżej 81 kg)       | Lucjan Trela (Stal Stalowa Wola)     | Janusz Gerlecki (Legia Warszawa)     | Jan Filipiak (Gwardia Łódź) Ryszard Walicki (Górnik Wesoła)               |